# مری چنی
مری چنی (انگلیسی: Mary Cheney؛ زادهٔ ۱۴ مارس ۱۹۶۹) کوچکترین دختر دیک چنی، معاون سابق رئیس جمهور ایالات متحده و همسرش لین چنی است. وی یک همجنس‌گرا و از نظر سیاسی محافظه‌کار است. در ۲۰۱۲ با هدر پو ازدواج کرد  و در سال ۲۰۱۳ یکی از امضاکنندگان شهادت‌نامه‌ای بود که در حمایت از ازدواج همجنسان در پرونده هولینگسورث و پری به دیوان عالی آمریکا ارائه شد.  